# Typhlodromips bladderae
Typhlodromips bladderae är en spindeldjursart som beskrevs av Denmark och Evans 1999. Typhlodromips bladderae ingår i släktet Typhlodromips och familjen Phytoseiidae. Inga underarter finns listade i Catalogue of Life.